# Zażynki
Zażynki – słowiański ludowy obyczaj związany z początkiem żniw.
Żniwa rozpoczynały się, kiedy ziarno było odpowiednio twarde, a słoma miała właściwy odcień. Głos przepiórki wyznaczał czas rozpoczęcia zbiorów, czyli zażynków. Ścięcie pierwszych kłosów odbywało się zawsze w dzień poświęcony Matce Boskiej – sobotę lub środę, nigdy natomiast w uważane za pechowe pozostałe dni.
Koszenie rozpoczynało się rytualnie, gospodarz zdejmował kapelusz i mówił "Boże dopomóż", a po naostrzeniu kosy żegnał się i przystępował do pracy. Dawniej po rozpoczęciu żniw i pierwszym pokosie gospodyni rozściełała biały obrus na ziemi, układała na nim chleb, gorzałkę i kiełbasę, żniwiarze siadali dookoła i spożywali. 
Niemniej ważny był pierwszy zżęty snop zboża, który w celu udekorowania (zwyczaj ten na przełomie XVIII i XIX wieku niemal całkowicie zastąpił przybyły z Niemiec zwyczaj dekorowania choinki) przechowywano do Święta Godowego. W wielu regionach przyszłoroczny siew rozpoczynano z ziarna pozyskanego z tegoż właśnie snopa (zob. diduch).